# Wólka Leszczańska
Wólka Leszczańska – wieś w Polsce położona w województwie lubelskim, w powiecie chełmskim, w gminie Żmudź.
W latach 1975–1998 miejscowość administracyjnie należała do województwa chełmskiego. 
Wieś jest sołectwem w gminie Żmudź. Według Narodowego Spisu Powszechnego (III 2011 r.) liczyła 276 mieszkańców i była trzecią co do wielkości miejscowością gminy.
Wierni Kościoła rzymskokatolickiego należą do parafii Podwyższenia Krzyża Świętego w Żmudzi.

## Historia
W XIX wieku właścicielem dóbr Wólka Leszczańska był Leopold Poletyło herbu Trzywdar, potomek Wojciecha Poletyło. Wieś Wólka Leszczańska z folwarkiem została kupiona w 1788 r. przez Wojciecha Poletyłę od Placyda Ligęzy Kurdwanowskiego. Wieloletnim dzierżawcą majątku został Jan Niewiadomski. 5 sierpnia 1876 roku Witold Poletyło nabył od swojego brata Leopolda między innymi dobra Wólka Leszczańska z przyległością Maziarnia o powierzchni 1625 mórg i 137 prętów. Nowy właściciel przeprowadził się z Wojsławic do Wólki Leszczańskiej, gdzie zamieszkiwał tymczasowo w dawnej leśniczówce. Pod koniec lat siedemdziesiątych dziewiętnastego wieku został założony park o powierzchni około 4,5 hektara. Ostatnim właścicielem majątku ziemskiego Wólka Leszczańska w latach 1924 -1939 był Tadeusz Zygmunt "Oksza" Dziewicki.
Nieistniejący już dwór został wybudowany około 1874 r. Dwór przetrwał obie wojny światowe. Po 1944 r. użytkowany był przez Państwowe Gospodarstwo Rolne, jego pracownicy w nim mieszkali. Postępującą dewastację budynku przyspieszył pożar w latach 70. XX wieku. Miała go wywołać jedna z mieszkanek dworu, wyrzucając w trawę resztki gorącego popiołu z pieca. Ostatecznie ruiny dworu zostały rozebrane pod koniec lat 80. XX wieku. Do czasów współczesnych z dawnego założenia dworsko-parkowego zachowały się skromne pozostałości parku. Obecnie dwór nie istnieje. Do dzisiejszych czasów zachowała się ruina budynku administracyjnego przy dawnej bramie, tzw. "Zajazd", wybudowany około 1795 r. Mapa dóbr Wojsławickich pochodząca z 1833 roku, która zachowała się do dziś w Muzeum Chełmskim, przedstawia klucz wojsławicki majątków hrabiego Alojzego Poletyły.